# Петров Онисим Йосипович
Онисим Йосипович Петров (1907 — січень 1970, місто Київ) — радянський діяч, секретар Київського обласного комітету КП(б)У. Кандидат технічних наук.

## Життєпис
Народився в бідній селянській родині. Трудову діяльність розпочав із юнацьких років. Навчався на робітничому факультеті.
Член ВКП(б) з 1928 року.
Закінчив Київський політехнічний інститут.
Після закінчення інституту працював інженером заводу «Укркабель» у місті Києві.
До травня 1941 року — завідувач відділу транспорту і зв'язку Київського обласного комітету КП(б)У.
16 травня — вересень 1941 року — секретар Київського обласного комітету КП(б)У із залізничного транспорту.
З 1941 року — в Червоній армії. Учасник німецько-радянської війни. Служив військовим комісаром відділу військових постачань Південно-Західного фронту, військовим комісаром управління військових перевезень Сталінградського і Донського фронтів, заступником начальника управління тилу Донського, Центрального і Воронезького фронтів із політичної частини.
У березні 1944 — березні 1948 року — секретар Київського обласного комітету КП(б)У з кадрів.
У 1948—1954 роках — науковий співробітник Академії наук Української РСР.
Потім — персональний пенсіонер союзного значення в Києві.
Помер наприкінці січня 1970 року після тривалої хвороби в місті Києві.

## Звання
- полковий комісар
- полковник

## Нагороди
- орден Червоного Прапора (14.10.1943)
- орден Вітчизняної війни І ступеня (14.02.1943)
- орден Червоної Зірки (27.03.1942)
- медаль «За оборону Сталінграда»
- медаль «За перемогу над Німеччиною у Великій Вітчизняній війні 1941—1945 рр.» (1945)